# Una mujer que no miente
Pour plus de détails, voir Fiche technique et Distribution.
Una mujer que no miente est un film mexicain réalisé par Miguel M. Delgado, sorti en 1945.

## Fiche technique
- Titre : Una mujer que no miente
- Réalisation :	Miguel M. Delgado
- Scénario :  Humberto Gómez Landero
- Photographie : Ignacio Torres
- Montage : José W. Bustos
- Musique : Manuel Esperón
- Direction artistique : Vicente Petit
- Décors :
- Costumes :
- Son :
- Producteurs : Luis Enrique Galindo, Jesús Grovas
- Société de production : Cinematográfica de Guadalajara, Producciónes Grovas
- Société(s) de distribution :
- Pays d'origine :  Mexique
- Langue de tournage : Espagnol
- Format : Noir et blanc — 35 mm — 1,37:1 — Son : Mono
- Genre : Comédie dramatique
- Durée : 88 minutes (1 h 28)
- Dates de sortie :
  -  Mexique : 7 juin 1945

## Distribution
- Gloria Marín : Elena Altamirano
- Enrique Herrera (es) : Serafín Cordero
- Alfredo Varela : Guillermo León
- Anita Muriel : Susana Rey
- Natalia Ortiz : Madame la directrice
- Rafael Icardo : Don Gaspar Rey, père de Susana
- Conchita Gentil Arcos (es) : Doña Raymunda Rey, mère de Suzanne
- Edmundo Espino (es) : Pepe Ramírez, directeur de l'hôtel
- Salvador Quiroz : Don Julián Cordero, père de Serafín
- Manuel Noriega : Pedro Guzmán, concierge de l'école
- María Claveria : Mme Cordero, mère de Serafín
- Pedro Elviro, dit Pitouto : Botones
- Armando Arriola : Lamberto Pimentel, journaliste
- Ana María Herández : un membre de la faculté (non crédité)
- José Muñoz : Roque, majordome (non crédité)
- Ignacio Peón : un membre de la faculté (non crédité)
- José Ignacio Rocha : Anciano fiesta huapango (non crédité)
- Félix Samper : un membre de la faculté (non crédité)